# Peter Ball (Bischof)
Peter Ball (* 14. Februar 1932 in Eastbourne; † 21. Juni 2019 in Taunton) war ein britischer anglikanischer Theologe und von 1992 bis zu seinem Rücktritt im März 1993 Bischof von Gloucester in der Church of England. 2015 wurde er wegen mehrfachen sexuellen Missbrauchs strafrechtlich verurteilt.

## Leben und Karriere
Ball wurde als Sohn von Thomas Ball und dessen Ehefrau Kathleen Ball, geb. Bradley, geboren. Er besuchte das Lancing College und studierte am Queens’ College der Universität Cambridge. 1956 wurde er zum Diakon geweiht; im Jahr 1958 folgte die Priesterweihe. Seine Priesterlaufbahn begann er als Vikar (Curate) in Rottingdean. Am Kelham Theological College bereitete er sich auf ein mönchisches Klosterleben vor. 1960 gründete er gemeinsam mit seinem Zwillingsbruder Michael Ball, dem späteren Bischof von Truro (1990–1997), in Stratford Park in Telford in der Grafschaft Shropshire die klösterliche Ordensgemeinschaft Community of the Glorious Ascension (CGA). Dort war er, bis zu seiner Erhebung in den Bischofstand, Prior. In seiner Zeit als Prior war er drei Jahre Pfarrer (Vicar) der Church of the Holy Angels in Hoar Cross in der Grafschaft Staffordshire.
1977 wurde er zum Bischof geweiht. Von 1977 bis 1992 war er als Bischof von Lewes Suffraganbischof in der Diözese Chichester der Church of England. Ball war seit der Englischen Reformation erst der zweite anglikanische Bischof, der als Mitglied einer Ordensgemeinschaft im Mönchshabit zum Bischof geweiht wurde. Ball erwarb schnell den Ruf eines effektiven und freundlichen Kirchenmanns. Er war populär in den Gemeinden, hielt mitreißende Predigten und galt als inspirierender Leiter von religiösen Diskussionen. George Carey, der Erzbischof von Canterbury, beschrieb Ball als einen hochbegabten und individuellen Kirchenmann, der viele Menschen inspiriert habe, ihren Glauben an Jesus Christus zu vertiefen. 1987 wurde er von Erzbischof Robert Runcie mit dem Vorsitz des Komitees betraut, das den Neuen Katechismus der Anglikanischen Kirche ausarbeitete, der 1990 vorgestellt wurde.
1992 wurde Ball Bischof von Gloucester. Bei seiner Inthronisation 1991 war auch der britische Thronfolger, Prinz Charles, anwesend. Prinz Charles galt als enger Vertrauter Balls; Ball bezeichnete ihn als „loyalen Freund“.

## Sexueller Missbrauch
Im März 1993 trat Ball als Bischof von Gloucester zurück. Ball hatte zugegeben, „unsittliche Handlungen“ („gross indecency“) an einem jungen Mann vorgenommen zu haben, der Interesse bekundet hatte, in Balls Ordensgemeinschaft einzutreten. Ball war im Dezember 1992 verhaftet worden und in Untersuchungshaft verbracht worden. Nachdem er ein volles Geständnis abgelegt und eine offizielle Verwarnung der Polizei (sog. police caution) akzeptiert hatte, wurde er aus der Untersuchungshaft entlassen. Anklage wurde nicht erhoben.
Ball zog sich daraufhin auf das Anwesen Manor Lodge in dem Dorf Aller in der Grafschaft Somerset zurück. Das Anwesen gehört zum Herzogtum Cornwall, an dessen Spitze Prinz Charles steht. Missbrauchsopfer kritisierten, dass Prinz Charles einem pädophilen Bischof Asyl gewähre. Diana, Princess of Wales, untersagte Ball Besuche auf ihrem Anwesen Highgrove House nach seinem Rücktritt im Jahr 1993. Eric Waldram Kemp, der Bischof von Chichester, schrieb dagegen in seinen 2006 veröffentlichten Memoiren Shy But Not Retiring, die Vorwürfe gegen Ball seien „das Werk von Unruhestiftern.“
Ball hatte von der Church of England die Erlaubnis erhalten, auch im Ruhestand als Priester tätig zu sein und öffentlich zu predigen; diese Erlaubnis wurde jedoch seit 2010 nicht mehr erneuert. Peter Ball lebte weiterhin gemeinsam mit seinem Zwillingsbruder in einem Haushalt in der Grafschaft Somerset.
Im Mai 2012 übergab die Church of England einen Untersuchungsbericht über Ball wegen Missbrauchsvorwürfen sowie historisches Aktenmaterial an die Polizei der Grafschaft Sussex. Die Berichte über Ball, die im Lambeth Palace aufbewahrt worden waren, betrafen Missbrauchsfälle in der Diözese Chichester, die teilweise über 20 Jahre zurücklagen.
Am 13. November 2012 wurde Ball in seinem Haus in Langport in der Grafschaft Somerset von der Polizei verhaftet. Er wurde von der Polizei verhört, jedoch aus gesundheitlichen Gründen noch am selben Tag wieder freigelassen. Ihm wurden acht Fälle sexuellen und psychischen Missbrauchs an Kindern und Jugendlichen aus den späten 1980er und früheren 1990er Jahren in der Diözese Chichester zur Last gelegt. Die Polizei von Sussex erklärte, die Vorwürfe beträfen sexuellen Missbrauch an insgesamt acht Jungen und jungen Männern, hauptsächlich im Alter von ungefähr 18–20 Jahren; ein Junge sei jedoch zum Zeitpunkt der Tat erst 12 Jahre alt gewesen. Am 15. November 2012 wurden weitere Missbrauchsfälle bekannt. Dabei handelte es sich um Fälle aus den späten 1970er Jahren bis Anfang der 1990er Jahre während Balls Amtszeit als Bischof von Lewes in East Sussex. Die Zahl der Missbrauchsopfer wuchs damit auf 15 junge Männer an. Im März 2014 wurde die Zulassung der Anklage bekanntgegeben. Im September 2015 gestand Ball den sexuellen Missbrauch von insgesamt 18 Männern im Alter zwischen 17 und 25 Jahren im Zeitraum von 1977 bis 1992 und erklärte sich im Sinne der Anklage für schuldig. Am 5. Oktober 2015 begann der Strafprozess in London. Am 7. Oktober 2015 wurde Ball von einem Londoner Strafgericht in Old Bailey zu einer Haftstrafe von 32 Monaten wegen „Fehlverhaltens in einem öffentlichen Amt“ sowie zu 15 Monaten wegen „sexueller Nötigung“ verurteilt. Nach 1993 war die weitere strafrechtliche Verfolgung zunächst auch deshalb unterblieben, weil sich u. a. ein Mitglied der Royal Family, ein hoher Richter, mehrere Abgeordnete und Kabinettsmitglieder sowie diverse Schulleiter für Ball eingesetzt hatten.
Justin Welby, der Erzbischof von Canterbury, kündigte im Oktober 2015 eine unabhängige Untersuchung durch die Church of England an. Paul Butler, Bischof von Durham und in der Church of England zuständig für „Safeguarding“ (Schutz von Kindern und Jugendlichen vor Missbrauch), entschuldigte sich im Namen der Church of England bei Balls Missbrauchsopfern und sprach ihnen seine Hochachtung für ihren Mut aus; Balls Taten erfüllten die Church of England mit „tiefer Scham“.
Nach 16 Monaten Haft kam Ball im Februar 2017 auf Bewährung frei. Er starb im Juni 2019 im Alter von 87 Jahren.